# Philip Best
Philippe Neil Best (né le 15 juin 1966) est un musicien de musique industrielle, artiste et auteur britannique. Pionnier du courant musical dit power electronics, il forme le groupe Consumer Electronics en 1982.
Il rejoint en 1983 le groupe Whitehouse.

## Carrière

### Musique
Au début des années 1980, Best dirige également son propre label DIY Iphar, publiant des compilations de power electronics. Avec la circulation de ces cassettes controversées, il participe à l'émergence d'un nouveau genre musical, la noise extrême. Parmi ces cassettes figurent On to 83 avec Gary Mundy, Torture Music d'Iphar Clinic, ainsi qu'un projet solo, White Power, une fausse compilation néo-nazie avec des artistes tels que Maurizio Bianchi, Sutcliffe Jügend et l'autre projet de Best avec Mundy, Consumer Electronics.
Best a fréquemment collaboré avec Gary Mundy sur des projets tels que Ramleh et Skullflower. En 1995, sous le nom de Consumer Electronics, Best s'associe au musicien noise japonais Masami Akita pour la sortie de Horn of the Goat.
Il poursuit sa carrière musicale sous le nom de Consumer Electronics. La composition actuelle comprend Best, Russell Haswell et l'épouse de Best, Sarah Froelich. Leur album le plus récent, Airless Space, est sorti chez Harbinger Sound en 2019.

### Publications
En 1998, Best publie sa thèse préparée à l'Université de Durham sous le titre Apocalypticism in the Fiction of William S. Burroughs, JG Ballard et Thomas Pynchon pour laquelle il est diplômé d'un doctorat en littérature anglaise.
En 2016, un chapbook de 60 pages contenant les écrits de Best est publié par Amphetamine Sulphate.

### Art
En 2010, une série d'œuvres de Best intitulée American Campgrounds est publiée par Creation Books, avec un avant-propos rédigé par Peter Sotos.
En décembre 2016, Infinity Land Press publie Alien Existence, un livre de plus de 200 reproductions couleur d'œuvres originales de Best, ainsi que 40 pages de ses écrits et une longue interview menée par Martin Bladh.